# Краљевска химна
Краљевска химна је патриотска песма, слична националној химни, која признаје монарха нације. Обично се изводи на манифестацијама краљевске важности, као што је појављивање монарха у јавности.

## Примери
- "Боже чувај краља" је краљевска химна Уједињеног Краљевства, Канаде и Аустралије. У Великој Британији, та химна је такође и званична државна химна. У Новом Зеланду „Боже чувај краља“ и „Боже брани Нови Зеланд“ су званичне националне химне.
- "Kungssången", буквално преведено Краљева песма, је шведска краљевска химна.
- "Kongesangen", буквално преведено Краљева песма, је норвешка краљевска химна.
- "Kong Kristian", (Краљ Кристијан), је данска краљевска химна.
- "Marcha Real", буквално преведено Краљевски марш, је национална химна Шпаније.